# Andrejus
Andrejus ist ein litauischer männlicher Vorname, abgeleitet von Andrej.

## Namensträger
- Andrejus Zadneprovskis (* 1974),  Pentathlet und Ex-Weltmeister.